# Solar Assault
Solar Assault (ソーラーアサルト Sōrā Asaruto?) es un videojuego de género Matamarcianos en lanzado originalmente como arcade por Konami en julio de 1997. El juego, que hace uso de gráficos tridimensionales, es un spin-off de la longeva serie Gradius y mantiene la mayoría de las características jugables de sus homólogos en 2D incluyendo los mismos enemigos, protagonistas, el sistema de power-ups a través de la barra de selección y entornos conocidos. El jugador toma el control de una de tres naves espaciales, enfrentándose a enemigos y jefes en lugares como túneles subterráneos, superficies de planetas o en ámbitos espaciales.